# 好仁村
好仁村（こうにむら）は、日本の領有下において樺太に存在した村（指定町村）。
好仁という地名は、宗仁村と南名好村が合併した際に両村から一字ずつ採った合成地名であり、宗仁はアイヌ語の「ソー・ウン・イ」（滝の在る所）、「ソウニ」（裸岩の在る所）により、名好は「ノア・ウシ」（ヨモギが群生している所、名好町の由来とほぼ同じ）による。
現在のロシア連邦サハリン州シェブニノ (Шебунино) にあたる。

## 概要
- 間宮海峡に面し、樺太西海岸の南端に位置する村である。
- 1790年に松前藩が商場を設置して以来江戸時代末までは樺太の玄関口だった、シラヌシ（明治時代の南白主）のあった村である。

## 歴史
- 1915年（大正4年）6月26日 - 「樺太ノ郡町村編制ニ関スル件」（大正4年勅令第101号）の施行により、宗仁村、南名好村が行政区画として発足。本斗郡に所属し、真岡支庁本斗出張所が管轄。
- 1922年（大正11年）10月 - 管轄支庁が本斗支庁に変更。
- 1923年（大正12年）4月1日 - 宗仁村・南名好村が合併して好仁村となる。
- 1929年（昭和4年）7月1日 - 樺太町村制の施行により二級町村となる。
- 1942年（昭和17年）11月 - 管轄支庁が真岡支庁に変更。
- 1943年（昭和18年）4月1日
  - 「樺太ニ施行スル法律ノ特例ニ関スル件」（大正9年勅令第124号）が廃止され、内地編入。
  - 指定町村となる。
- 1945年（昭和20年）8月22日 - ソビエト連邦により占拠される。
- 1949年（昭和24年）6月1日 - 国家行政組織法の施行のため法的に樺太庁が廃止。同日好仁村廃止。

## 村内の地名
旧南名好村地域
| - 南名好（みなみなよし） - 奥名好（おくなよし） - 刈葉（かるは） - 南刈葉（みなみかるは） - 茂主（もぬし） - 十和田（とわだ） - 呂馬内（ろまない） - 木歳（きとせ） - 武意泊（むいどまり） - 南小沢（みなみこざわ） | - 北藻白（きたもしら） - 藻白（もしら） - 白牛（しらうし） - 渋牛（しぶうし） - 音羽（おとは） - 利良志内（りらしない） - 木歳沢（きとせざわ） - 十和田沢（とわだざわ） - 呂馬内沢（ろまないざわ） - 南名好沢（みなみなよしざわ） |

旧宗仁村地域
| - 金敷（かねしき） - 十串（とおくし） - 西宇類（にしうるい） - 菱苫（ひしとま） - 遠知志（とおちし） - 鴨居沢（かもいざわ） - 宗仁（そうに） - 宗仁岬（そうにみさき） | - 白主（しらぬし） - 南白主（みなみしらぬし） - 北白主（きたしらぬし） - 菱苫沢（ひしとまざわ） - 西宇類沢（にしうるいざわ） - 十串沢（とおくしざわ） - 宗仁沢（そうにざわ） |

（）

## 地域

### 教育
以下の学校一覧は1945年（昭和20年）4月1日現在のもの。
- 樺太公立渋牛国民学校
- 樺太公立好仁国民学校
- 樺太公立南名好沢国民学校
- 樺太公立昭南国民学校
- 樺太公立木歳国民学校
- 樺太公立呂馬内国民学校
- 樺太公立十和田国民学校
- 樺太公立宗仁国民学校
  - 十串分教場
- 樺太公立菱苫国民学校
- 樺太公立南白主国民学校